# Garlopa

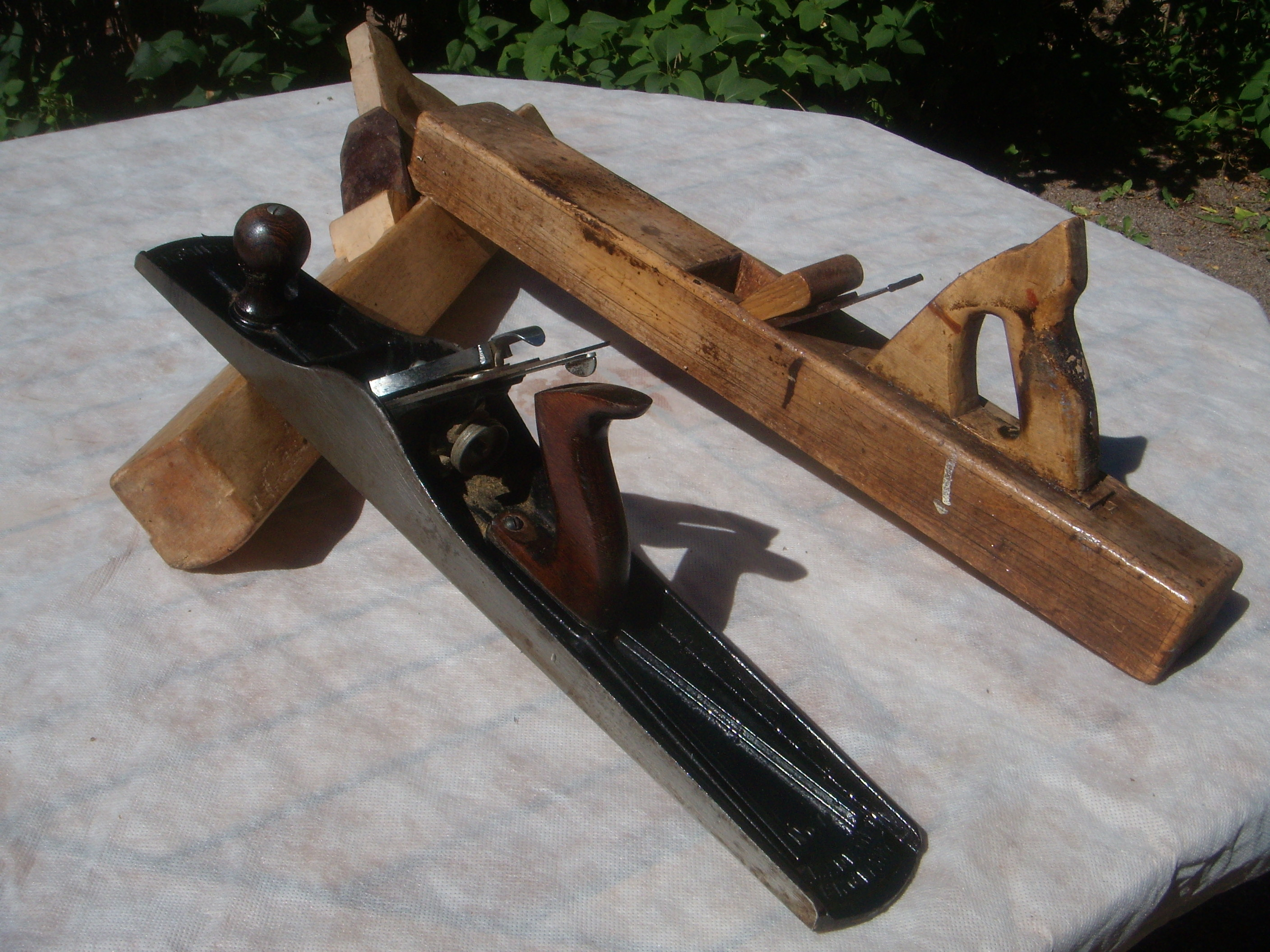
Garlopes manuals

Fuster rebaixant un tirant.

La garlopa manual és un ribot que consisteix en un paral·lelepípede rectangle de fusta anomenat caixa, l'altura del qual va disminuint una mica cap a les extremitats. La superfície inferior és perfectament plana. A algunes polzades de l'extremitat posterior s'acobla una mena de puny per empènyer l'instrument i prop de l'extremitat davantera es fixa un botó.
Enmig de la caixa hi ha una obertura anomenada forat d'encenalls, en la qual es col·loquen el ferro i la falca. El forat d'encenalls és de boca ampla per sobre i acaba inferiorment en una ranura estreta. La superfície del forat d'encenalls que suporta el ferro és inclinada a 45°, és a dir, que té la inclinació de la diagonal d'un quadrat perfecte.
La superfície oposada al forat d'encenalls té menys inclinació. El ferro és pla. Consta d'una fulla de ferro i una altra d'acer soldades i temperades. S'afila esmolant la fulla d'acer de manera que resulti un xamfrà de 45° i que el tall tingui una curvatura imperceptible cap a les cantonades. El ferro s'assegura al forat d'encenalls per mitjà d'una falca oberta per la meitat que es fica amb mall i s'afluixa colpejant la caixa en una de les seves extremitats.

## Variants

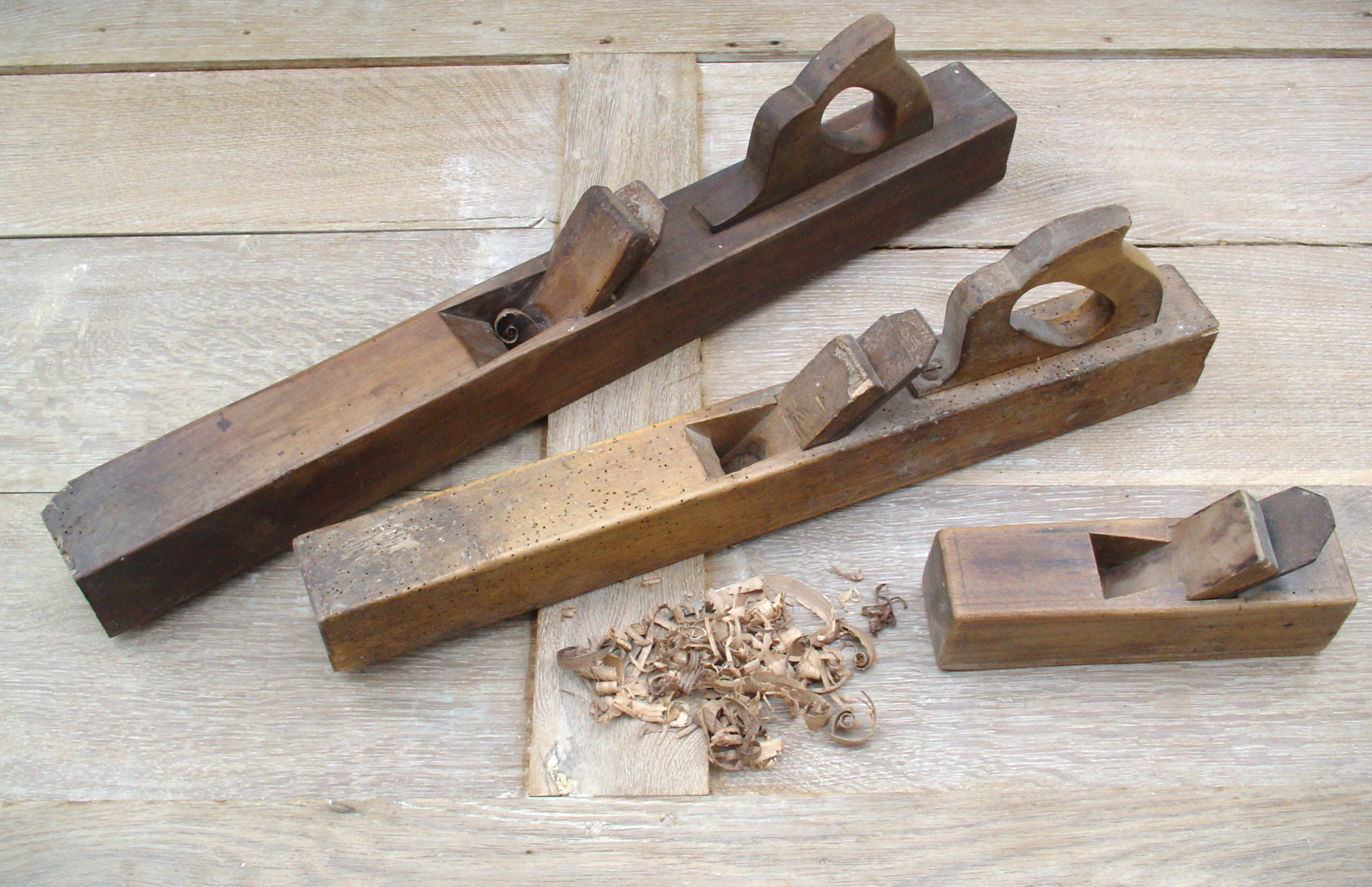
Diferents variants de garlopa.

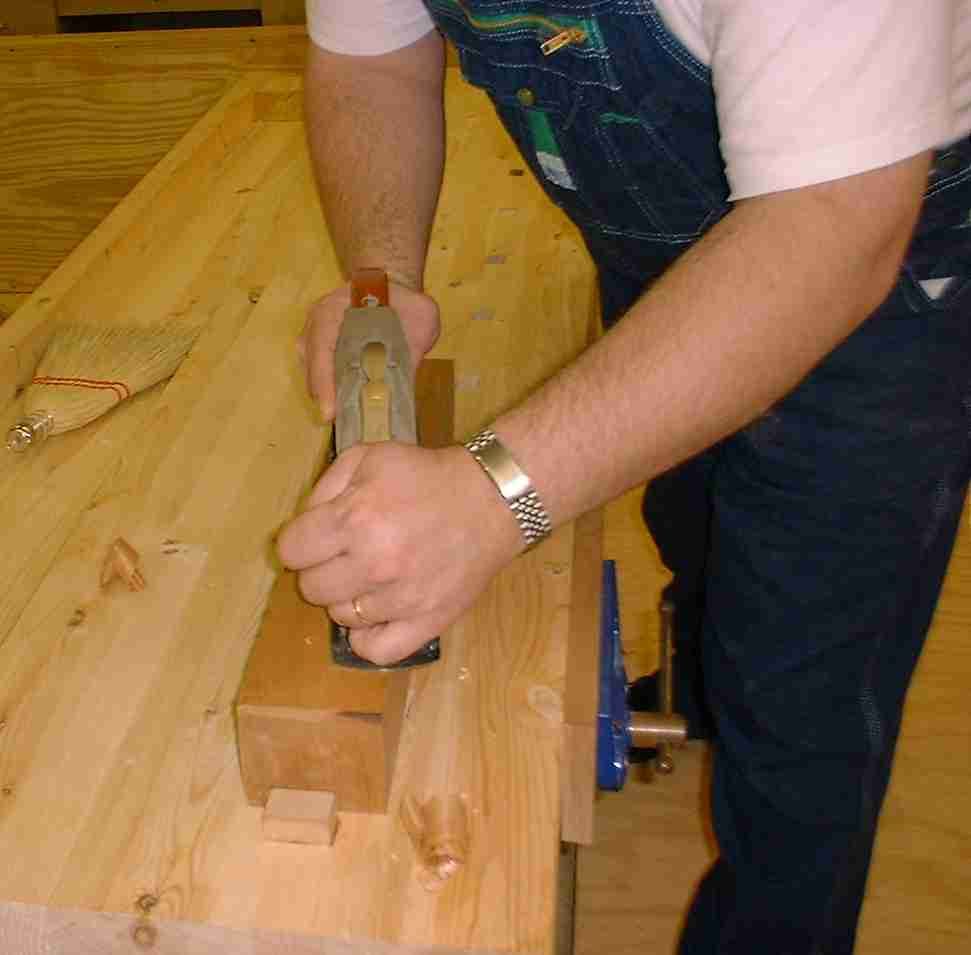
Fuster utilitzant un ribot.

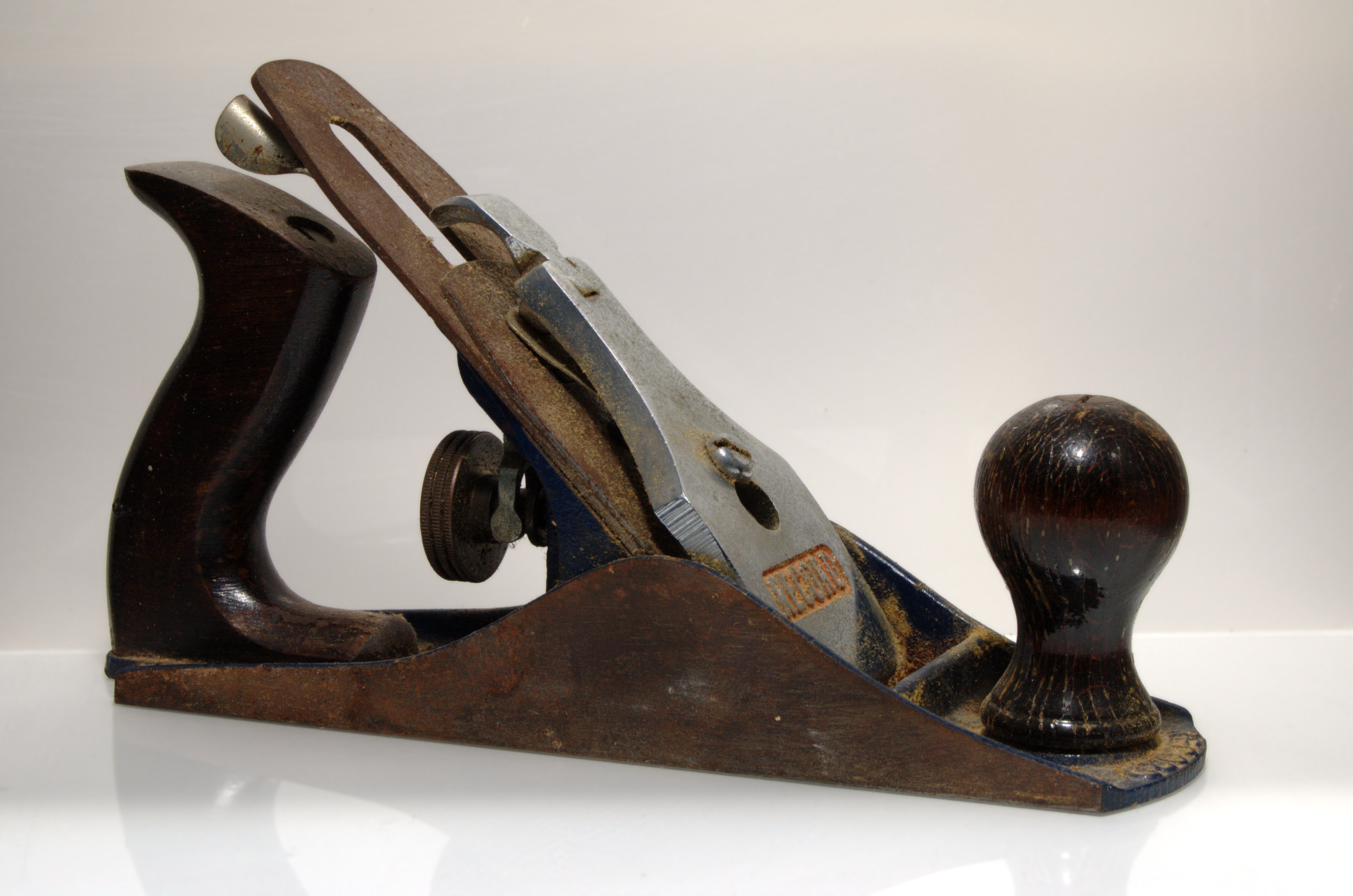
Garlopí amb forat d'encenalls i falca de ferro.

### Semigarlopa
La semigarlopa o garlopí és més petita, té el forat d'encenalls més inclinat, tall més ample i fulla de xamfrà rodó. Arrenca encenalls més gruixuts que la garlopa i serveix per desbastar o descobrir la superfície de la fusta.

### Garlopa de bisell
La garlopa de bisell és més petita i serveix per als treballs en peces de mida petita. Hi ha garlopes de bisell de diverses mides i amb fulles de diferent inclinació. N'hi ha de dues fulles sense doblec i n'hi ha també amb plantilla de ferro, amb el forat d'encenalls molt inclinada per fustes dures o per fibres que han de ser tallades transversalment.

## Altres ribots

### Ribot de contrafibra
El ribot de contrafibra és un petit ribot de fusteria que està dissenyat per passar-lo a contrafibra i és prou diminut per ser utilitzat amb una sola mà. La fulla va muntada amb un angle d'atac molt petit. Aquest ribot és usat per a ribotejar components deixant encenalls prims, per aconseguir que un element s'ajusti dins d'una tolerància de fabricació acceptable. També s'empra per aparellar petites superfícies en zones delicades. En els ribots a contrafibra, la fulla té una inclinació de 12º a 20º. A més disposen de galgues de control de profunditat i de moviment lateral de la fulla. N'hi ha de fusta i de metall, aquests últims més sofisticats.

### Ribot de paleta
És una eina semblant a l'anterior quant a la seva forma, amb la caixa de secció trapezoïdal i una mica inclinat, folrat amb una xapa de ferro que fan servir els paletes per repassar els plans de les motllura i allisar-les traient l'excés de guix.
Totes aquestes eines tenen, en la meitat o en el seu extrem, una empunyadura que serveix per a manejar-les.